# Javier García Sánchez
Javier García Sánchez (Barcelona, 7 de abril de 1955) es un escritor y periodista español.

## Biografía
Representante de la llamada «nueva narrativa española», a los veintinueve años publicó su primer libro, el poemario La ira de la luz, pero se consagró como narrador tras recibir el Premio Pío Baroja de novela con La dama del Viento Sur (1985), obra que fue traducida en Estados Unidos y fue acogida con gran entusiasmo por la crítica («Novela de atracción en ocasiones hipnótica», The New York Times; «La novela de amor más terrible de la literatura española de los últimos lustros», El País). Recibió también los premios Herralde en 1991 por La historia más triste y el Azorín de Novela en 2003 por Dios se ha ido. Se ha acercado asimismo a la biografía de deportistas (Induráin, una pasión templada), a la novela histórica (El amor secreto de Luca Signorelli, Robespierre, Ella, Drácula: vida y crímenes de Erzsébet Báthory, la Condesa Sangrienta) y a la crítica literaria, en especial de la literatura alemana (publicó el ensayo Conocer Hölderlin y su obra (1979) y en una de sus novelas evoca a las escritoras Karoline von Günderrode y Bettina Brentano). También ha dedicado algunas novelas a eventos deportivos (El Alpe d'Huez, K2, Júrame que no fue un sueño) y ha cultivado la literatura juvenil (Óscar, atleta, Óscar. La aventura de correr, El sueño de Escipión), aunque su novela más ambiciosa y monumental fue El mecanógrafo (1989), que obtuvo el Premio El Ojo Crítico de RNE. En su novela La casa de mi padre (2014), el autor se sumerge en la España rural para describir con ácido sentido del humor el choque entre la cerrada vida tradicional en los recónditos valles del norte peninsular, y la España de la burbuja inmobiliaria y de la construcción sin freno. Y su Teoría de la conspiración. Deconstruyendo un magnicido: Dallas 22/11/63 (2017), no es un ensayo convencional sobre «El Caso JFK», más bien al contrario, es una investigación en profundidad de todo lo publicado hasta la fecha sobre el asesinato del presidente Kennedy, aportando documentos nunca vistos en España. En la segunda parte del texto se denuncia la falsedad de cierto número de ensayos convencionales acerca del tema, algunos de ellos muy reputados, si no intocables.
Ha escrito además artículos para Cuadernos Hispanoamericanos, El Viejo Topo, Destino, Camp de l'Arpa, Tiempo de Historia e Historia 16, y fue redactor jefe de la revista Quimera durante dos años, publicando además en la sección cultural de La Voz de Euskadi. Entre sus autores de referencia están Ford Madox Ford, Hermann Broch, Thomas Bernhard, Clarice Lispector, Robert Musil y Marcel Proust. Su novela Los otros (1998) fue llevada al cine en 2002 por Norberto López con el título de Nos miran.

## Obras

### Narrativa
- El otro amor (1983)
- Mutantes de invierno (1984), relatos.
- Teoría de la eternidad (1984), relatos.
- La dama del viento sur (1985), Premio Pío Baroja.
- Última carta de amor de Carolina von Günderrode a Bettina Brentano (1987), finalista Premio de la Crítica.
- El mecanógrafo (1989), Premio El Ojo Crítico de RNE
- La hija del emperador (1990)
- El amor secreto de Luca Signorelli (1990)
- Recuerda (1990)
- Crítica de la razón impura (1991), relatos.
- Persianas (1991), relatos
- La historia más triste (1991), Premio Herralde.
- El Alpe d'Huez (1994)
- Continúa el misterio de los ojos verdes (1995)
- La vida fósil (1996)
- Óscar, atleta (1996)
- Óscar. La aventura de correr (1997)
- Los otros (1998)
- La mujer de ninguna parte (2000)
- Falta alma (2001)
- Dios se ha ido (2003), Premio Azorín.
- Ella, Drácula: vida y crímenes de Erzsébet Báthory, la Condesa Sangrienta (2005)
- K2 (2006)
- Júrame que no fue un sueño (2009)
- Robespierre (2013)
- La casa de mi padre (2014)

### Ensayo
- Conocer Hölderlin y su obra (1979).
- Conversaciones con la joven filosofía española (1980).
- Teoría de la conspiración. Deconstruyendo un magnicido: Dallas 22/11/63 (2017).

### Lírica
- La ira de la luz (1980)

### Biografías
- Induráin, una pasión templada (1997)

## Premios
- Pío Baroja (1985)
- El Ojo Crítico de RNE (1989)
- Herralde (1991)
- Azorín (2003)